# Insikt och Handling
Insikt och Handling är en skriftserie som utges av Hans Larsson Samfundet, stiftat 18 februari 1953 på Lunds universitet för att verka i filosofen Hans Larssons anda. Den första volymen av Insikt och Handling publicerades 1955, och sedan dess har ett tjugotal volymer utkommit, med en ny publikation i genomsnitt vartannat år. Samfundet har även årsmöte 18 februari, Hans Larssons födelsedag. 
Dess första ordförande var Gunnar Aspelin, första vice ordförande Elof Åkesson, och Rolf Ekman första redaktören. Sekreterare var vid samfundets grundande Hans Regnéll, och Gunnar Hillerdal skattmästare.
 

Nuvarande ordförande är Victoria Höög, vice ordförande är Anders Mortensen, och Henrik Andersson är kassör. Övriga styrelseledamöter är Dan Egonsson, Toni Rønnow-Rasmussen, Bengt Hansson och Anna Tunlid.

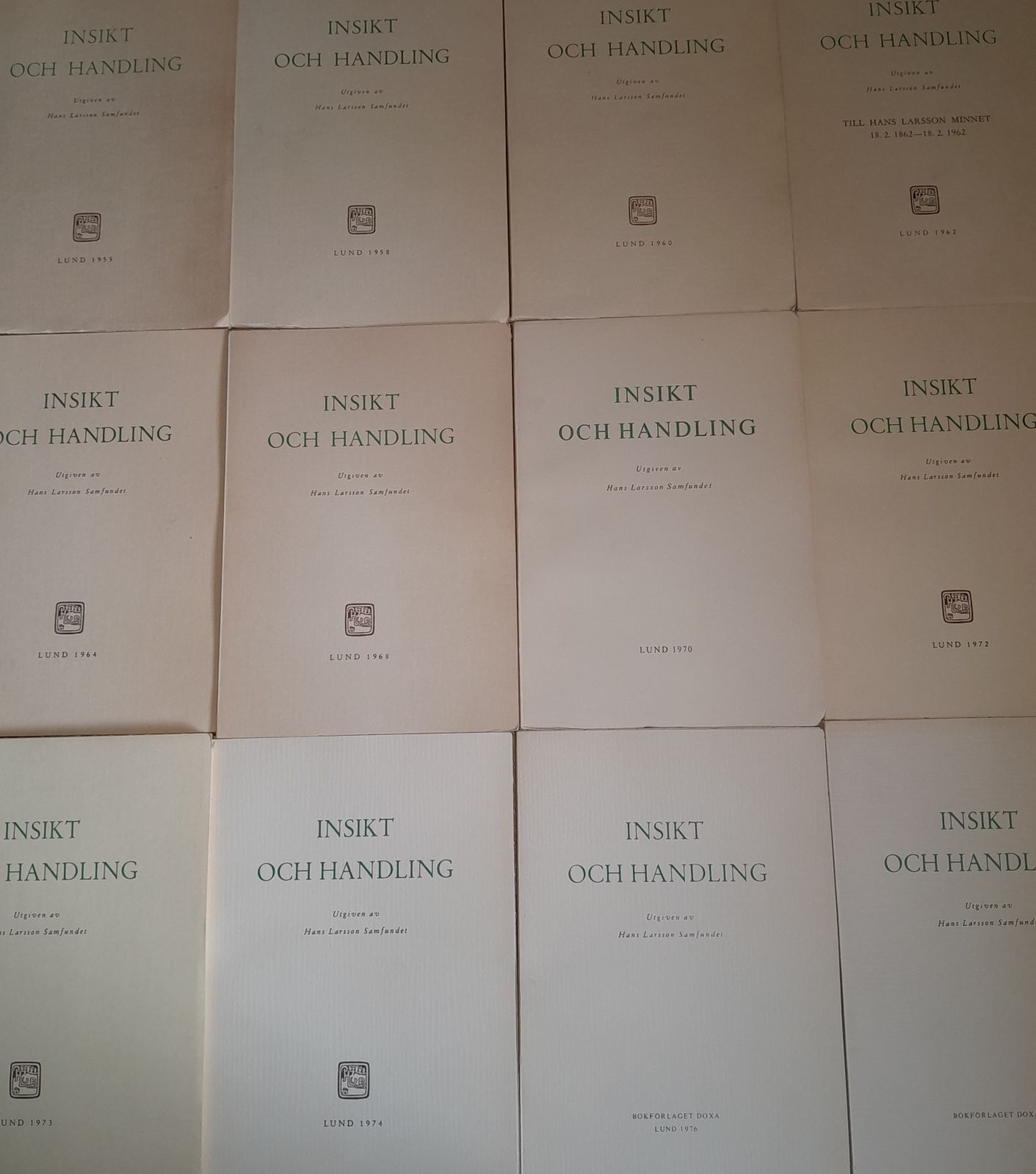
Insikt och Handling.

## Utkomna volymer

### Insikt och Handling 1 (1955)
När volymen gavs ut hade samfundet 70 ledamöter. Vid det konstituerande 1953 mötet höll Elof Åkesson föredrag om Idén om en naturlig uppfostran. Vid årsmötet 1954 talade Gunnar Aspelin om Filosofiska arbetsuppgifter av idag, och vid årsmötet 1955 höll Emilia Fogelklou föredraget Inspiration och form.
- Alf Ahlberg: Hans Larsson, Ernst Cassirer och Axel Hägerström.
- Gunnar Aspelin: Om tolkningen av filosofiska texter.
- Emilia Fogelklou: Bildning och äkthet.
- Alf Nyman: En kontrovers om lycka och anpassning.
- Hans Regnéll: Världsstatstankens renässans.
- Hans Ruin: Nytt och gammalt i ny lyrik.
- Erik Ryding: "Sanna'"och "falska" karaktärstolkningar i skönlitteraturen.
- Algot Werin: Hemmabyarna som idédikt.
- Elof Åkesson: Idén om naturlig uppfostran.
- Stadgar för Hans Larsson Samfundet

### Insikt och Handling 2 (1958)
När volymen gavs ut hade samfundet 130 ledamöter. Tord Simonsson hade övertagit rollen som skattmästare. Vid årsmötet 1956 höll Rolf Ekman föredraget om Platons estetik, och vid årsmötet 1957 talade Alf Nyman om La Rouchefoucauld som psykolog och moralist. Vid årsmötet 1958 talade Hans Ruin om Yrsjö Hirn, en bokvärldens vagabond.
- Teddy Brunius: Andreas Rydelius och hans filosofi.
- Rolf Ekman: Platons estetik.
- Carl Fehrman: Om Friedrich Schillers Traktat über naive und sentimentalische dichtung.
- Gunnar Hillerdal: Religionsfilosofien och kristendomens sanningsfråga.
- Åke Petzäll: Ironin som filosofiskt instrument.
- Håkan Törnebohm: Om förklaringar i historien.
- Ernst Wigforss: Om provisoriska utopier.

### Insikt och Handling 3 (1960)
Vid samfundets årsmöte 1959 höll Erik Ryding föredraget De stora männens roll i historien, och på årsmötet 1960 talade Gunnar Aspelin om Johannes av Salisbury. Antalet ledamöter var ca. 130.
- Gunnar Aspelin: Johannes av Salisbury. En humanist från 1100-talet.
- Walther Eidlitz: Bhagavadgîtâ.
- K. Grue-Sørensen: Nogre refleksioner over æstetisk opdragelse.
- Ragnar Josephson: 1700-talstankar om det klassiska Södern.
- Manfred Moritz: Problemet om viljans frihet.
- Arne Næss: Normobjektivitet og Verdinihilisme. Refleksjoner over debattens status idag.
- Fr. Vinding Kruse: Demokrati-enevælde. Det partipolitiske system.
- Elof Åkesson: En ny symbolteori i religionsfilosofien.

### Insikt och Handling 4 (1962)
Denna volym var en jubileumsskrift ägnad 100-årsminnet av Hans Larssons födelse. På årsmötet 1961 talade Algot Werin om Vilhelm Ekelund och sanningsintresset. Antalet ledamöter var ca. 130.
- Gunnar Aspelin: Filosofiens tillämpning. Ett motiv i Hans Larssons författarskap.
- Staffan Björck: Några anteckningar om Hemmabyarnas konstform.
- John Landquist: Pedagogen Hans Larsson.
- Nils Ludvig: Gemenskap.
- Alf Nyman: Induktion och intuition. Ett Hans Larsson-tema med variationer.
- Elof Åkesson: Det platonska och kantiska hos Hans Larsson.

### Insikt och Handling 5 (1964)
Tema för denna volym var "liberal ideologi". När volymen trycktes hade Rolf Ekman hade avgått som redaktör och ersatts av Tord Simonsson. Ny skattmästare var Helge Bratt. På årsmötet 1964 hade Hans Regnéll hållit föredraget Är idealism och materialism oförsonliga motsatser? — En tillämpning av Hans Larssons konvergensteori. Antalet ledamöter var ca. 130. År 1964 hade Gunnar Aspelin lämnat den professur Hans Larsson en gång innehade i teoretisk filosofi.
- Gunnar Aspelin: Filosofi och idéhistoria. Två essäer.
- Pär-Erik Back: Liberalism och demokrati.
- Hans Regnéll: Frihetsvärdena i kollektivsamhället.
- Erland Sundström: Frikyrkorörelse och liberal ideologi.
- Jörgen Weibull: Liberala reformrörelser i amerikansk politik. En översikt.

### Insikt och Handling 6 (1966)
Vid årsmötet 1965 hölls föredraget Ola Hansson och Hans Larsson av Ingvar Holm. Antalet ledamöter var ca. 150.
- Gunnar Aspelin: Vetenskapsmannen och samhällslivet.
- Tryggve Edmond: Vad menas med "en bra dikt"?
- Alf Nyman: Från demokrati till teknokrati. En samhällskritik och en samhällsspådom hos Ugo Spirito.
- Hans Regnéll: Om själslivets fysiska betingelser. Konvergerande teorier hos Platon, Aristoteles och Epikuros.
- Erik Ryding: Dikt och sanning.
- Elof Åkesson: Den inre spänningen i liberalismen. Ett idéhistoriskt perspektiv.

### Insikt och Handling 7 (1968)
Vid årsmötet 1966 talade Lars Bejerholm om Performativ i religiöst språk, och vid årsmötet 1967 höll Sven Sandström föredraget Når konstnärens budskap betraktaren?. Ny redaktör var Lars Bejerholm. Antalet ledamöter var ca. 150.
- Gunnar Aspelin: Vetenskapens nytta. Ett tema i 1600-talets idédebatt.
- Urban Forell: Sedlig autonomi och "saklighet" contra heteronomi och jagiskhet. En jämförelse mellan Künkels och Kants etik.
- Jan Erik Lane: Är de politiska ideologierna döda? Ordet 'ideologi' i svensk samhällsvetenskaplig debatt.
- Sven-Eric Liedman: Några funderingar om kulturen.
- Alf Nyman: Om s.k. beskrivande och renodlade begrepp. En metodologisk betraktelse i anknytning till renodlingsmotivet hos Hans Larsson.
- Ulf Wittrock: Staden i dikten som realitet och symbol.

### Insikt och Handling 8 (1970)
Vid årsmötet 1970 talade Gunnar Aspelin om Konflikt och samförstånd. Några synpunkter på Hans Larssons konvergenstanke. Hans Regnéll valdes till ny ordförande. Vice ordförande var Lars Bejerholm. Birgit Borelius var sekreterare, Helge Bratt skattmästare, och Urban Forell redaktör. Antalet ledamöter var ca. 150.
- Gunnar Aspelin: "Förnuftets list". Ett idéhistoriskt perspektiv.
- Göran Hermerén: Uttryck i konsten.
- Sven-Eric Liedman: Marx och antiken.
- Hampus Lyttkens: Den teologiska utbildningens mål.
- Bo Magnusson: Om Piratens ironi.
- Hans Regnéll: Om "vederläggningen" av metafysiken i analytisk filosofi.
- Algot Werin: Tre Goethe-dikter kommenterade av Hans Larsson.

### Insikt och Handling 9 (1972)
Vid årsmötet 1971 pratade Ulf Teleman om ämnet Gammal grammatik som ny — en redogörelse för den generativa grammatiken och 1972 höll Aron Borelius föredraget 1000-tal eller 1100-tal — dateringsproblem med konsekvenser. Samfundet hade ca. 150 ledamöter. 
- Gunnar Aspelin: Demokrati, socialism, kommunism. Några synpunkter på språkbruket i Karl Marx' första skrifter 1842-1843.
- Lars Bejerholm och Sten Westman: Logik, data, spel. Nya hjälpmedel för den elementära logikundervisningen.
- Jan Evers: Den logiska färdigheten.
- Urban Forell: Kristen världsbild och vår erfarenhet.
- Bo Frick: Om begreppet företagsdemokrati.
- Bertil Malmberg: Lingvistik och språkinlärning.
- Erik Ryding: De stora männens roll i historien.

### Insikt och Handling 10 (1973)
Denna volym tillägnades Gunnar Aspelins 75-årsdag. På årsmötet 1973 talade Hampus Lyttkens om Gudsbegreppens filosofiska problematik. Bertil Belfrage var ny skattmästare. Samfundet hade ca. 150 ledamöter.
- Tabula gratulatoria till Gunnar Aspelin.
- Sven Ingmar Andersson: Implikation och insikt.
- Benkt-Erik Benktson: Filosofiens gyllene kedja. Synpunkter på Geijers Atterbom-recension 1835.
- Tryggve Edmond: Tabellmetoden och "språkets matematik".
- Urban Forell: Universaliserbarhetsbegreppet hos Kant. En logiskt-kombinatorisk studie.
- Göran Hermerén: Kunskapens utveckling. Några exempel, problem och modeller.
- Erik Lindblad: Nietzsche och hans roll i nordiskt tänkande, med särskild hänsyn till Hans Larsson.
- Manfred Moritz: Das sog. Ross'sche Paradox. Interpretation und Kritik.
- Erik Ryding: Empirism och rationalism i marxism-leninismen. Några observationer.
- Bengt Sjöman: Hur psykiatern kan suggerera patienter till en trång sjukdomsuppfattning.
- Håkan Törnebohm: Funderingar över forskningen i fysiken.
- Gunnar Aspelins tryckta skrifter 1963-juli 1973. Samlade av Inga-Lill Aspelin.

### Insikt och Handling 11 (1974)
Samfundet hade fått en stark tillströmning av ledamöter och räknade nu ca. 250. På årsmötet 1974 höll Louise Vinge föredrag med nedanstående titel.
- Gunnar Aspelin: "Världsanden verkar genom människokrafter". Ett tankemotiv hos Tegnér.
- Ingemar Hedenius: Filosofiska synpunkter på den platonska kärleken.
- Ulf Sjödell: Att utesluta förklaringsalternativ.
- Louise Vinge: Allmän litteraturvetenskap i internationellt perspektiv.
- Elof Åkesson: Några fakta ur Matthæus Fremlings liv.
- Rolf Lindborg: Thomas ab Aquinos lära om skapelsen.

### Insikt och Handling 12 (1976)
Ny vice ordförande var Urban Forell, och Leif Stille var ny redaktör. Hans Larsson Samfundet hade 1974 startat sitt eget bokförlag, Doxa, som letts av skattmästaren.
- Jens Allwood: Sändare, mottagare och informationsöverföring.
- Gunnar Aspelin: Några synpunkter på filosofien i Lund 1900-1950.
- Hans Björkestrand: Torgny Segerstedt och religionen.
- Rolf Ekman: Skiss av en humanistisk politik på behovspsykologisk grund.
- Urban Forell: Religion och mänskliga grundattityder.
- Bo Hansson: Person-ämbete-dualism. Några tolkningsriktningar.
- Göran Hermerén: Estetik och vetenskapsteori.
- Richard Matz: Att definiera metafysiken och att övervinna den. Martin Heideggers tänkande som led i omprövningen av vår civilisation.
- Leif Stille: Om dubbelbindningsmekanismen.

### Insikt och Handling 13 (1979)
I denna volym står uppgifter om årsmöten eller styrelsens sammansättning ej att finna. Leif Stille var redaktör.
- Stig Dérand: Platon och gudstron.
- Peter Gärdenfors: Att förutsäga katastrofer.
- Rolf Lindborg: Naturrätten under karolinska tiden.
- Lars-Åke Ohlsson: Thomas ab Aquino och "den bästa möjliga av världar" hos Arthur O Lovejoy.
- Hans Regnéll: Marxismens arv från Herakleitos.
- Erik Ryding: Stevensons analys av etiska satser.
- Gudmund Smith och Anna Danielsson: Verklighetsuppfattning, ångest och försvar hos barn och ungdom.

### Insikt och Handling 14 (1984)
- Lilli Alanen: Descartes och den etiska determinismen.
- Carl Fehrman: En studie i Adolf Törneros' estetik.
- Urban Forell: Liv och Död. Några begreppsbestämningar och deras etiska relevans.
- Rolf Lindborg: En fjärils vinge och ett kvalsters öga. Deisten Diderot och ateisten La Mettrie.
- Ingmar Persson: Återbesök vid gränsen mellan sensation och emotion.
- Erik Ryding: Pragmatisk och semantisk mening.

### Insikt och Handling 15 (1985)
- Jan Bärmark: Vetenskap och kultur.
- Mats Furberg: Kärlek och förälskelse.
- Bertil Mårtensson: Från Platon till Freud.
- Ingmar Persson: Andras medvetande och moraliska ställning. En filosofisk fantasi.
- Hans Regnéll: Hans Larsson-traditionen i svensk filosofi.
- Erik Ryding: Searle om fiktionssatser.
- Håkan Törnebohm: Forskningsfält betraktade som utvecklingsbara komplex.
- Stellan Welin: Den problematiska friheten.

### Insikt och Handling 16 (1988)
- Thomas Anderberg: Musikens mening. En problem- och diskussionsöversikt.
- Hertha Hanson: Synligt och osynligt i Adam Smiths "Wealth of Nations".
- Augustin Mannerheim: Stagnelius' kringirrande komma. Dikten Endymions gåta.
- Hans Regnéll: Filosofi som skönlitteratur.
- Erik Ryding: Kärlek och identitet.
- Till minnet av Erik Hultengren.
- Erik Hultengren: Humanism.

### Insikt och Handling 17 (1991)
- Benkt-Erik Benktson: Empedokles. Ett stycke filosofihistorisk arkeologi.
- Dick A. R. Haglund: Några huvuddrag av den konfucianska moralfilosofin.
- Hertha Hanson: Animismen, kristendomen och den ekologiska krisen.
- Aleksander Peczenik: Rätten, etiken och den demokratiska rättstaten.
- Ingmar Persson: Nödvändigheten av monism.
- Hans Regnéll: Om symboliken i Stagnelius' Endymion.
- Erik Ryding: Om viljefrihet.
- Till minnet av Erik Ryding.

### Insikt och Handling 18 (1994)
- Dan Egonsson: Moraliska roller.
- Bo Hanson: Speciesism och humanism.
- Victoria Höög: David Hume och förnyelsen av den klassiska moralfilosofin.
- Simo Knuuttila: Diskussionen om emotioner i nyare anglosaxisk filosofi.
- Hans Regnéll: Sokrates inför rätta. Popper contra Stone.

### Insikt och Handling 19 (1997)
- Ola Fransson: Handling eller kritik. Hans Larsson och Gunnar Myrdal.
- Jonas Hansson: Hans Larsson och humanismen.
- Kjell Jonsson: Fiktionsgrunden — en essä om Hans Larsson som restriktiv holist.
- Kjell Krantz: Alf Ahlberg och den hans-larssonska tänkesättet.
- Gunnar Matti: Hans Larsson och "vägen till livet".
- Svante Nordin: Hans Larsson-gestalten.
- Mats Persson: Hans Larsson och Vitalis Norström. Om förnuftsidealismen i det svenska sekelskiftet.
- Hans Regnéll: Den stora och den lilla världen. Ett tema hos Hans Larsson om människan och kosmos.

### Insikt och Handling 20 (2000)
- Förord.
- Jonas Hansson: "Idealistisk vändning" i svensk filosofi. Hans Larsson och Badenskolan.
- Thomas Mautner: Hägerströms lära i moral. Hägerströms värdefrihetstes.
- Helena Nilsson: Poesiens etik. Hans Larssons värdering av diktning och konst.
- Svante Nordin: Axel Hägerström, Hans Larsson och värdeteorin.
- Hans Regnéll (†): Axel Hägerström, Hans Larsson och Ernst Cassirer.
- Hans Larsson, ur: Under världskrisen (1920).
- Hans Larsson, brev 7/3 1933 till Efraim Liljequist.
- Axel Hägerström, ur: Om moraliska föreställningars sanning (1911).
- Axel Hägerström, brev 26/3 1893 till Gustaf Hägerström.
- Bengt Hansson: Till minnet av Hans Regnéll.
- De medverkande.

### Insikt och Handling 21 (2002)
Temanummer om filosofen och tidigare medarbetaren Hans Regnéll.
- Redaktörens förord.
- Hans Regnéll: Filosofiskt bokslut.
- Personregister.
- Sören Halldén: Hans Regnéll om viljefrihet och värdenihilism.
- Svante Nordin: Regnéll och den grekiska filosofin.
- Gudmund Smith: Hans Regnéll. Några minnesbilder.
- Hans Regnélls bibliografi sammanställd av Bo Hanson.

### Insikt och Handling 22 (2007)
Ett temanummer om "filosofins nytta".
- Förord.
- Martin L. Jönsson: Filosofisk färdighet. Om nyttan med att studera filosofi.
- Sören Halldén: Skratt, humor och kulturpengar.
- Victoria Höög: De intellektuella filosoferna. Filosofisk modernism från Wien till Uppsala och Lund.
- Lena Halldenius: Svensk diskrimineringslag i filosofisk belysning.
- Per Bauhn: Frihet, jämlikhet och demokrati – några moralfilosofiska reflektioner.
- Dan Egonsson: Filosofiläraren, grundlagen och den strategiska planen.
- Annika Wallin: Om empiriskt grundade påståenden i analytisk filosofi.
- Johannes Persson: Filosofins möte med andra vetenskaper och filosofens hårda skal.

### Insikt och Handling 23 (2010)
Temanummer om vetenskapligt ethos i efterkrigstidens Sverige.
- Vetenskapligt ethos i efterkrigstidens Sverige.
- Jan Svensson: Humanist eller forskare – några tankar om vetenskapligt ethos.
- Göran Bexell: Vetenskapens ethos – iakttagelser från en rektorsstol.
- Anna Tunlid: Genetikens ethos och forskningens värden.
- Victoria Höög: Efterkrigstidens analytiska vetenskapsteori.
- Martin Wiklund: Historievetenskapens ethos och roller under efterkrigstiden.
- Ingvar Johansson: Ett sällan klart sett men levande forskningsethos.
- Medverkande.

### Insikt och Handling 24 (2012)
Temanummer om "poesins logik och mystik".
- Svante Nordin: Inledning.
- Lars Gustafsson: Om lyrisk evidens.
- Peter Gärdenfors: Kunskap genom metaforer. Om poesins epistemologi.
- Hans Ruin: Filosofin och det diktade ordet. Några reflektioner kring Hans Larssons och Hans Ruins poetik.
- Hans Larsson, utdrag ur Poesiens logik, 1899.
- Hans Ruin, Poesiens mystik. Efterskrift till andra upplagan 1960.
- Medverkande.

### Insikt och Handling 25 (2016)
Temanummer om "lexikon över lexikon". Till detta nummer bidrog ett antal forskare med korta stycken om lexikon eller encyklopedi inom respektive forskningsfält.
- Inledning.
- Presentationer.
- Register.
- Collaboratores.

Bidragande författare med aktuella lexikonets namn inom parentes:
Hans Olof Andrén (McGraw-Hill Encyclopedia of Science and Technology), Erik Aurelius (Theologische Realenzyklopädie), Uta Bindreiter (Svenska män och kvinnor), Sven Björkman (L’Encyclopédie ou Dictionaire raisonné des sciences, des arts et des metiers), Henrik Bogdan (The Encyclopedia of Religions), Hedvig Brander Jonson (The Dictionary of Art), Gunnar Broberg (Zedler), Sven Erik Brodd (Lexikon für Theologie und Kirche), Olle Edström (The new Grove Dictionary of Music and Musicians; Sohlmans musiklexikon), Dag Ekholm (Wikipedia), Tord Fornberg (Die Religion in Geschichte und Gegenwart), Ulf Gärdenfors (Nationalnyckeln för Sveriges flora och fauna), Bo Hanson (Geschichliche Grundbegriffe; Historisches Wörterbuch der Philosophie; Kindlers neues Literaturlexikon; Nordisk familjebok ”Ugglan”; Svenskt översättarlexikon), Hans Helander (Thesaurus proverbiorum medii aevi), Bengt Holmberg (Theologisches Wörterbuch zum Neuen Testament), Victoria Höög (The Dictionary of the History of Ideas), Christer Kiselman (Matematiktermer för skolan), Sven Kristersson (Myggans nöjeslexikon), Göran Lantz (The Encyclopedia of Applied Ethics), Thomas Lindkvist (Kulturhistoriskt lexikon för nordisk medeltid), Valborg Lindgärde (Danske digtere i det 20:e århundrede), Bia Mankell (Svenskt konstnärslexikon), Sven-Göran Malmgren (Svenska akademins ordbok), Svante Nordin (Encyclopedia of Philosophy), Britta Olinder (Encyclopedia Britannica), Arne Olofsson (The Oxford English Dictionary), Emin Poljarevic (Encyclopedia of Islam), Lena Roos (Encyclopedia Judaica), Olof Rydén (Nationalencyklopedin; Natur & Kulturs psykologilexikon), Bo Sandelin (The New Palgrave Dictionary), Maria Sjöberg (Svenskt biografiskt lexikon), Anna Tunlid (Svensk uppslagsbok), Lena Wahlberg (The Stanford Encyclopedia of Philosophy).

### Insikt och Handling 26 (2018)
Temanummer: "What is Left of the Enlightenment?".
- Victoria Höög: Rethinking the Mythical Standard Accounts of the Enlightenment.
- Jonathan Israel: Poststructuralist and Postcolonialist Criticism of the 'Moderate Enlightenment' is Partly Justified.
- Joanna Stalnaker: How Does Enlightenment End?
- Brian Klug: Beyond Nathan the Wise: Dealing with Difference in the Twenty-first Century.
- Richard Wolin: In Praise of Philosophie.
- Contributors.

### Insikt och Handling 27 (2024)
Temanummer: "Humanisten Hans Larsson. Filosofiska och litterära praktiker för vår tid".
- Victoria Höög & Anders Mortensen: Inledning.
- Erik J. Olsson: Konvergenstanken i Hans Larssons filosofi.
- Anders Mortensen: Platons världshistoriska sändning. Filosofi som aktuell diktning hos Hans Larsson.
- Viktor Emanuelsson: Hans Larsson och stämningens form.
- Per Erik Ljung: Från pennspets till tankespel – in i Hans Larssons Hemmabyarna.
- Svante Nordin: Hans Larsson, Axel Hägerström och världskrisen.
- Medverkande.